# Mucrospirifer
Mucrospirifer és un gènere extint de braquiòpodes que visqué entre el Devonià inferior i el Carbonífer inferior. Se n'han trobat restes fòssils a tots els continents tret d'Oceania i l'Antàrtida.